# العلاقات المارشالية النيوزيلندية
العلاقات المارشالية النيوزيلندية هي العلاقات الثنائية التي تجمع بين جزر مارشال ونيوزيلندا.

## مقارنة بين البلدين
هذه مقارنة عامة ومرجعية للدولتين:
| وجه المقارنة                                              | جزر مارشال                     | نيوزيلندا                                              |
| --------------------------------------------------------- | ------------------------------ | ------------------------------------------------------ |
| المساحة (كم2)                                             | 181                            | 268.02 ألف                                             |
| عدد السكان (نسمة)                                         | 53.13 ألف                      | 4.24 مليون                                             |
| الكثافة السكانية (ن./كم²)                                 | 29.35 ألف                      | 15.82                                                  |
| العاصمة                                                   | ماجورو                         | ويلينغتون، أوكلاند                                     |
| اللغة الرسمية                                             | لغة إنجليزية، اللغة المارشالية | لغة إنجليزية، اللغة الماورية، لغة الإشارة النيوزيلندية |
| العملة                                                    | دولار أمريكي                   | دولار نيوزيلندي، الجنيه النيوزيلندي                    |
| الناتج المحلي الإجمالي (بليون دولار)                      | 199.40 مليون                   | 205.85 مليار                                           |
| الناتج المحلي الإجمالي (تعادل القوة الشرائية) بليون دولار | 207.25 مليون                   |                                                        |
| الناتج المحلي الإجمالي الاسمي للفرد دولار أمريكي          | 3.38 ألف                       |                                                        |
| الناتج المحلي الإجمالي للفرد دولار أمريكي                 | 3.80 ألف                       |                                                        |
| مؤشر التنمية البشرية                                      |                                | 0.914                                                  |
| رمز المكالمات الدولي                                      | +692                           | +64                                                    |
| رمز الإنترنت                                              | .mh                            | .nz                                                    |
| المنطقة الزمنية                                           | ت ع م+12:00                    | ت ع م+13:00، ت ع م+12:00                               |

## منظمات دولية مشتركة
يشترك البلدان في عضوية مجموعة من المنظمات الدولية، منها:
| علم المنظمة | اسم المنظمة                   | تاريخ انضمام جزر مارشال | تاريخ انضمام نيوزيلندا |
| ----------- | ----------------------------- | ----------------------- | ---------------------- |
|             | البنك الدولي للإنشاء والتعمير | 21 مايو 1992            | 31 أغسطس 1961          |
|             | بنك التنمية الآسيوي           | 1990                    | 1966                   |
|             | يونسكو                        | 30 يونيو 1995           | 4 نوفمبر 1946          |
|             | الاتحاد الدولي للاتصالات      | 22 فبراير 1996          | 3 يونيو 1878           |
|             | مؤسسة التمويل الدولية         | 23 سبتمبر 1992          | 31 أغسطس 1961          |
|             | منظمة الشرطة الجنائية الدولية | ?                       | ?                      |
|             | الأمم المتحدة                 | 17 سبتمبر 1991          | 24 أكتوبر 1945         |
|             | مؤسسة التنمية الدولية         | 19 يناير 1993           | 1 أكتوبر 1974          |
|             | منظمة حظر الأسلحة الكيميائية  | ?                       | ?                      |

## وصلات خارجية
- موقع وزارة الخارجية النيوزيلندية